# Magnolia guangxiensis
Magnolia guangxiensis là một loài thực vật có hoa trong họ Magnoliaceae. Loài này được (Y.W.Law & R.Z.Zhou) Sima mô tả khoa học đầu tiên năm 2001.